# 케임브리지 5인
케임브리지 5인(Cambridge Five)이란 소련에 포섭되어 2차 세계 대전부터 1950년대 초반까지 기밀 정보를 유출한 영국의 스파이이다. 이들이 1930년대 케임브리지 대학교 재학 시절에 포섭되었기 때문에 이런 이름이 붙었다. 다섯 명의 스파이 중 네 명의 신원은 확인되었다.
- 킴 필비
- 도널드 두어트 매클린
- 가이 버지스
- 앤서니 블런트

나머지 한 명은 존 케언크로스라는 주장도 있으나, 공식적으로 확인된 적은 없다.